# بحران بانکی فنلاند در دهه ۱۹۹۰
بحران بانکی فنلاند در دهه ۱۹۹۰ (انگلیسی: Finnish banking crisis of 1990s) یک بحران سیستمیک عمیق در کل بخش مالی فنلاند بود که عمدتاً در سالهای ۱۹۹۱–۱۹۹۳، پس از چندین سال رونق اقتصادی مبتنی بر بدهی در اواخر دهه ۱۹۸۰ اتفاق افتاد. هزینه کل مالیات دهندگان از آن تقریباً ۸٪ تولید ناخالص ملی فنلاند بود که آن را به شدیدترین بحران‌های بانکی معاصر اسکاندیناوی تبدیل کرده‌است. این بحران را ترکیبی از تلاطم‌های اقتصاد کلان، ضعف تنظیم مقررات و مشکلات خاص بانک‌ها نسبت داده‌اند. مداخله دولت شامل تصرف بانکها، کمک مستقیم پولی و ضمانت نامه‌های موقت بانکی بود.